# Colburn
Colburn is een civil parish in het bestuurlijke gebied Richmondshire, in het Engelse graafschap North Yorkshire met 4860 inwoners.